# Sel
Se entiende por sel a un terreno acotado en forma circular definido por una piedra central, terreno comúnmente destinado a pasto y sesteo del ganado. 
Existen dos tipos de seles, los de invierno y los de verano, aquellos frecuentemente situados en las zonas próximas a los cursos fluviales, y éstos por el contrario en las laderas altas, o en las zonas de las cumbres de los sistemas montañosos.
Los seles se extendieron en España, al menos, por toda la Cornisa Cantábrica, aunque se conocen seles incluso en Extremadura y Castilla-La Mancha.
Su origen es desconocido, aunque por lo general se acepta que la figura del sel surgió en el marco de una economía pastoril, en una organización basada en montes, pastos y terrenos comunales. Algún autor habla de los seles como sinónimo de majadas o rediles pastoriles. La división en “seles de verano” y “seles de invierno”, que se ha mantenido a lo largo de la historia, sugiere incluso la práctica de la trashumancia o la trasterminancia. Los primeros testimonios escritos en los que se mencionan con los seles aparecen en el siglo IX en Cantabria.
El geógrafo José Ortega Valcarcel señala la importancia de estos espacios colectivizados como un componente territorial clave en regiones como Cantabria, por cuanto su utilización ganadera extensiva exigía la gestión mancomunada de los montes de las tierras altas y de las tierras bajas y litorales:

Brañas, seles o majadas de los puertos de la divisoria de las sierras altas se complementan como veranizas con los seles, brañas y majadas de litoral, donde el ganado pasa el invierno. Su uso estaba regulado por ordenanzas, concordias, acuerdos, contratos o comunidades de pastos, que permanecen vigentes aunque en proceso de disolución.
 Prólogo a la edición fácsimil del Diccionario Geográfico-Estadístico-Histórico de Pascual Madoz. Ediciones Librería Estudio. 1995.